# Андреа Консільї
Андреа Консільї (італ. Andrea Consigli, нар. 27 січня 1987, Мілан) — італійський футболіст, воротар клубу «Сассуоло».
Виступав, зокрема, за клуб «Аталанта», а також олімпійську збірну Італії.

## Клубна кар'єра
Народився 27 січня 1987 року в місті Мілан. Вихованець футбольної школи клубу «Аталанта» і 2005 року був включений до першої команди, проте був лише третім воротарем після Алекса Кальдероні та Андреа Івана, тому за сезон так і не зіграв у жодному матчі першої команди, граючи лише за «прімаверу», тому з 2006 по 2008 рік по сезону грав в оренді у складі нижчолігових клубів «Самбенедеттезе» та «Ріміні», де був основним воротарем.

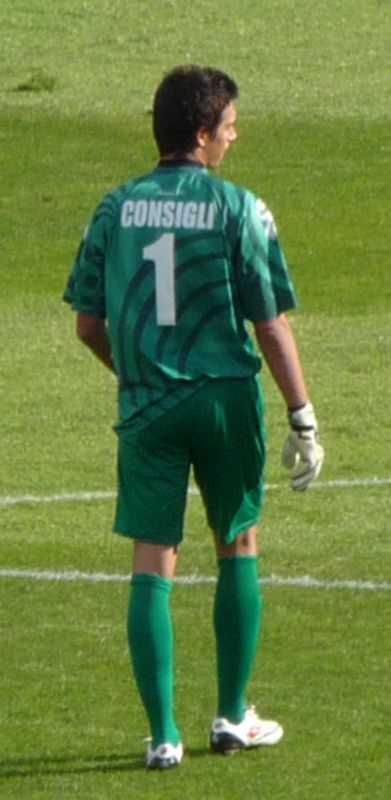
Андреа Консільї під час виступів за «Аталанту». 18 жовтня 2009 року.

Повернувшись влітку 2008 року в «Аталанту», Консільї і в першому сезоні боровся за місце в основі з Фердінандо Копполою, але з наступного став незмінним основним голкіпером команди. У сезоні 2010/11 виступав з командою в Серії В, допомігши їй в першому ж сезоні виграти дивізіон і повернутись в еліту. Загалом відіграв за команду шість сезонів, взявши участь у 201 матчі в усіх турнірах, в яких пропустив 237 голів.
1 вересня 2014 року за 3 млн. євро перейшов у «Сассуоло». Дебютував за «нероверде» на «Сан-Сіро» в матчі проти «Інтернаціонале», в якому його команда поступилась 0:7. Незважаючи на це, Андреа відразу став основним воротарем, витіснивши з воріт колишнього головного «порт'єре» Джанлуку Пеголо. У сезоні 2015/16 Консільї допоміг команді зайняти найвище в її історії місце — шосте і на наступний рік дебютувати у Лізі Європи. Ці матчі у єврокубках стали дебютними і для самого Консільї. Наразі встиг відіграти за команду із Сассуоло 72 матчі в національному чемпіонаті.

## Виступи за збірні
2003 року дебютував у складі юнацької збірної Італії, взяв участь у 35 іграх на юнацькому рівні, пропустивши 38 голів.
Протягом 2005–2009 років залучався до складу молодіжної збірної Італії, разом з якою був третім воротарем на молодіжному чемпіонаті Європи 2007 року, тому на поле не виходив. Проте вже через два роки на молодіжному чемпіонаті Європи 2009 року Консільї поїхав у статусі основного воротаря і допоміг команді стати півфіналістом турніру. Всього на молодіжному рівні зіграв у 26 офіційних матчах, пропустив 20 голів.
2008 року захищав кольори олімпійської збірної Італії на Олімпійських іграх 2008 року у Пекіні. Андреа поїхав на турнір у статусі дублера Емільяно Вівіано, проте у матчі чвертьфіналу проти бельгійців Вівіано був вилучений і Консільї зміг зіграти на турнірі, замінивши Іньяціо Абате, проте італійці той матч програли і покинули турнір.
В 2012 році Андреа був викликаний до складу національної збірної Італії на товариський матч зі збірної Англії, але на поле так і не вийшов.

## Статистика виступів

### Статистика клубних виступів
| Сезон                | Команда              | Чемпіонат            | Чемпіонат | Чемпіонат | Національний кубок | Національний кубок | Національний кубок | Континентальні кубки | Континентальні кубки | Континентальні кубки | Інші змагання | Інші змагання | Інші змагання | Усього | Усього |
| Сезон                | Команда              | Ліга                 | Ігор      | Голів     | Ліга               | Ігор               | Голів              | Ліга                 | Ігор                 | Голів                | Ліга          | Ігор          | Голів         | Ігор   | Голів  |
| -------------------- | -------------------- | -------------------- | --------- | --------- | ------------------ | ------------------ | ------------------ | -------------------- | -------------------- | -------------------- | ------------- | ------------- | ------------- | ------ | ------ |
| 2005–06              | «Аталанта»           | B                    | 0         | 0         | КІ                 | 0                  | -0                 | -                    | -                    | -                    | -             | -             | -             | 0      | -0     |
| 2006–07              | «Самбенедеттезе»     | C1                   | 32        | -41       | КІ-C               | 1                  | -2                 | -                    | -                    | -                    | -             | -             | -             | 33     | -43    |
| 2007–08              | «Ріміні»             | B                    | 35        | -36       | КІ                 | 2                  | -1                 | -                    | -                    | -                    | -             | -             | -             | 37     | -37    |
| 2008–09              | «Аталанта»           | A                    | 17        | -21       | КІ                 | 1                  | -2                 | -                    | -                    | -                    | -             | -             | -             | 18     | -23    |
| 2009–10              | «Аталанта»           | A                    | 31        | -41       | КІ                 | 1                  | -0                 | -                    | -                    | -                    | -             | -             | -             | 32     | -41    |
| 2010–11              | «Аталанта»           | B                    | 40        | -32       | КІ                 | 1                  | -1                 | -                    | -                    | -                    | -             | -             | -             | 41     | -33    |
| 2011–12              | «Аталанта»           | A                    | 35        | -36       | КІ                 | 1                  | -4                 | -                    | -                    | -                    | -             | -             | -             | 36     | -40    |
| 2012–13              | «Аталанта»           | A                    | 35        | -49       | КІ                 | 2                  | -3                 | -                    | -                    | -                    | -             | -             | -             | 37     | -52    |
| 2013–14              | «Аталанта»           | A                    | 35        | -48       | КІ                 | 1                  | -0                 | -                    | -                    | -                    | -             | -             | -             | 36     | -48    |
| 2014–15              | «Аталанта»           | A                    | 0         | -0        | КІ                 | 1                  | -0                 | -                    | -                    | -                    | -             | -             | -             | 1      | -0     |
| Усього за «Аталанту» | Усього за «Аталанту» | Усього за «Аталанту» | 193       | -227      |                    | 8                  | -10                |                      | -                    | -                    |               | -             | -             | 201    | -237   |
| 2014–15              | «Сассуоло»           | A                    | 35        | -53       | КІ                 | 0                  | -0                 | -                    | -                    | -                    | -             | -             | -             | 35     | -53    |
| 2015–16              | «Сассуоло»           | A                    | 37        | -38       | КІ                 | 1                  | -0                 | -                    | -                    | -                    | -             | -             | -             | 38     | -38    |
| 2016–17              | «Сассуоло»           | A                    | 0         | -0        | КІ                 | 0                  | -0                 | ЛЄ                   | 2                    | -1                   | -             | -             | -             | 2      | -1     |
| Усього за «Сассуоло» | Усього за «Сассуоло» | Усього за «Сассуоло» | 72        | -91       |                    | 1                  | -0                 |                      | 2                    | -1                   |               | -             | -             | 75     | -92    |
| Усього за кар'єру    | Усього за кар'єру    | Усього за кар'єру    | 332       | -395      |                    | 12                 | -13                |                      | 2                    | -1                   |               | -             | -             | 346    | -409   |